# Antonella Polimeni
Antonella Polimeni (Roma, 6 ottobre 1962) è una medica italiana, rettrice dell'Università di Roma "La Sapienza" dal 1º dicembre 2020.

## Biografia
È nata a Roma nel 1962 ed è figlia di Mario Polimeni, medico odontoiatra calabrese originario di Locri (RC). Si è laureata in medicina e chirurgia nel 1987 all'Università degli Studi di Roma "La Sapienza", diventando ricercatrice nel 1989 e dal 2005 professore ordinario di discipline nell'ambito delle malattie odontostomatologiche. Preside dal 2018 della facoltà di medicina e odontoiatria dell'ateneo romano, dal 2014 coordina il dottorato di ricerca in malattie dello scheletro e la scuola di specializzazione in odontoiatria pediatrica. 
È autrice di oltre 470 pubblicazioni su riviste nazionali e internazionali, di 6 manuali, di cui uno in inglese e di 2 monografie. Ha curato il manuale di odontoiatria clinica di David e Laura Mitchel, altri due manuali, l’edizione italiana dell'atlante e le linee guida del Ministero della salute.
Il 13 novembre 2020 è stata eletta rettrice dell'Università "La Sapienza" di Roma con il 60,7% dei voti della comunità accademica (maggioranza assoluta dei voti non pesati dei docenti e dei voti pesati del personale tecnico-amministrativo, dei rappresentanti degli studenti e degli assegnatari dei dottorati di ricerca), pari a 2.529,74 voti sul totale di 4.170,32, superando le candidature del sinologo Federico Masini della facoltà di lettere e del matematico Vincenzo Nesi della facoltà di scienze matematiche, fisiche e naturali. Si è insediata ufficialmente il 1º dicembre successivo subentrando a Eugenio Gaudio (alla guida dell'ateneo dal 2014), e il suo incarico durerà fino al 2026. È la prima donna a ricoprire questo ruolo in più di 700 anni di storia dell'ateneo romano.
Il 17 luglio 2021 le viene conferito il premio Marisa Bellisario.

## Pubblicazioni
- Laser e odontoiatria pediatrica, con Roly Kornblit, Turin Editorial Organizations (2012)
- Odontoiatria pediatrica, Elsevier (2012); Edra (2019)[9]
- Manuale di patologia degli organi di senso, con Roberto Filipo e Giorgio Iannetti, Edra (2014)
- Organi di senso. Manuale per l'approccio integrato alle patologie testa-collo, con Marco De Vincentiis e Alessandro Lambiase, Edra (2019)
- Oxford manuale di odontoiatria clinica di David A. Mitchell, Laura Mitchell, curatrice, Edra (2020)
- Pediatric dentistry, Edra (2020)